# Church of Christ (Holiness)
Church of Christ (Holiness) in the United States (COCHUSA) är ett trossamfund med rötter i den amerikanska helgelserörelsen.
I juni 1897 höll baptistpastorn Charles P Jones en väckelsekampanj i sin församling, Mt. Helm Baptist Church i Jackson, Mississippi. 
På grund av att man då, i strid med baptistsamfundets lära, förkunnade budskapet om helgelse (sanctification) som en ögonblicklig andra välsignelse så uteslöts Jones och hans anhängare ur Jackson Baptist Association. Församlingen följde sin herde och bytte året därpå  namn till Church of Christ. Fler församlingar anslöt sig (bland annat Charles H Masons Church of God i Lexington, Mississippi, bildad 1897) och 1906 antog man det gemensamma namnet Church of God in Christ (COGIC) 
I mars 1907 sände COGIC en tremannakommitté till Los Angeles, för att studera William J. Seymours väckelsekampanj på 312 Azusa Street. Två av de tre, Charles H Mason och D J Young, anammade Seymours andedopförkunnelse med stor entusiasm, medan den tredje J A Jeter tog avstånd från densamma med stöd av Charles P Jones och Charles W Gray.
De skilda meningarna om tungotal som bevis för andedop bröts på COGIC:s kyrkomöte samma år och resulterade i en sprängning av rörelsen. Mason, Jones och Gray kallade var sin konkurrerande organisation för Church of God in Christ tills namnfrågan, av delstatsmyndigheterna, avgjordes till Masons fördel 1915. Grays rörelse tog då namnet Church of God (Sanctified Church) medan Jones anhängare började kalla sin rörelse för Church of Christ Holiness och 1920 officiellt registrerade sig som Church of Christ (Holiness) U.S.A.
2008 hade COCHUSA 15 000 medlemmar i 167 lokala församlingar i USA, Dominikanska republiken och Afrika.
Rörelsen praktiserar troendedop genom nedsänkning, nattvard och fottvagning.

## Splittring
1920 lämnade biskop King Hezekiah Burruss och hans församling i Atlanta COCHUSA och bildade en ny kyrka med namnet Churches of God, Holiness.
1922 lämnade Solomon Lightfoot Michaux COCHUSA och bildade Gospel Spreading Church of God.
1947 lämnade biskop William C Holman och hans anhängare COCHUSA och bildade Evangelical Church of Christ (Holiness).
1990 hade denna kyrka omkring 500 medlemmar i fyra församlingar i Washington D C, Los Angeles, Omaha och Denver.
1947 lämnade församlingarna på den amerikanska västkusten COCHUSA och bildade Associated Churches of Christ (Holiness), ACOCH.